# Waku Waku 7
Waku Waku 7 – bijatyka 2D, stworzona przez Sunsoft, wydana w roku 1996 na automaty oraz konsole Neo Geo i Sega Saturn. Pierwotnie była planowana jako kontynuacja wcześniejszej bijatyki Sunsoftu - Galaxy Fight, jest też silnie inspirowania serią Darkstalkers. Gra posiada bardzo kolorową grafikę 2D.

## Fabuła
Dziewięciu bohaterów (z czego siedmiu jest grywalnych) bierze udział w walce dla siedmiu specjalnych kul - legenda głosi, że kiedy zbierze się je wszystkie, są w stanie spełnić jedno życzenie. Każda z postaci parodiuje znanych bohaterów z innych gier. Do wyboru gracza są Rai, Arina, potworek Mauru, na którym siedzi mała dziewczynka, pokojówka-robot Tesse, władający mieczem Slash, Dandy-J, oraz policyjny robot, kierowany przez psa i jego pana, Politank-Z. Dwójka pozostałych postaci to Bonus Kun (jedyna postać wracająca z Galaxy Fight) oraz Fernandez (Boss).

## Rozgrywka
Gra jest typową bijatyką 1 na 1, gdzie gracz za pomocą kopnięć, uderzeń i ataków specjalnych musi zabrać przeciwnikowi cały pasek życia. Postacie mają do dyspozycji specjalne ataki, które wykonuje się kombinacją klawiszy - każda z postaci posiada wiele ruchów zarezerwowanych tylko dla niej. Możliwe jest blokowanie ataków przez użycie ruchu w tył, a także rzutów i odbijania się od ścian. Postacie posiadają jeszcze jeden typ ataków specjalnych zwanych Dokidoki i Harahara. Harahara jest najsilniejszym atakiem w grze i wymaga dłuższej chwili na naładowanie, podczas którego może zostać przerwany przez przeciwnika. Atak Harahara jest trudny do ominięcia i nie może zostać zablokowany.